# Río Sunzha

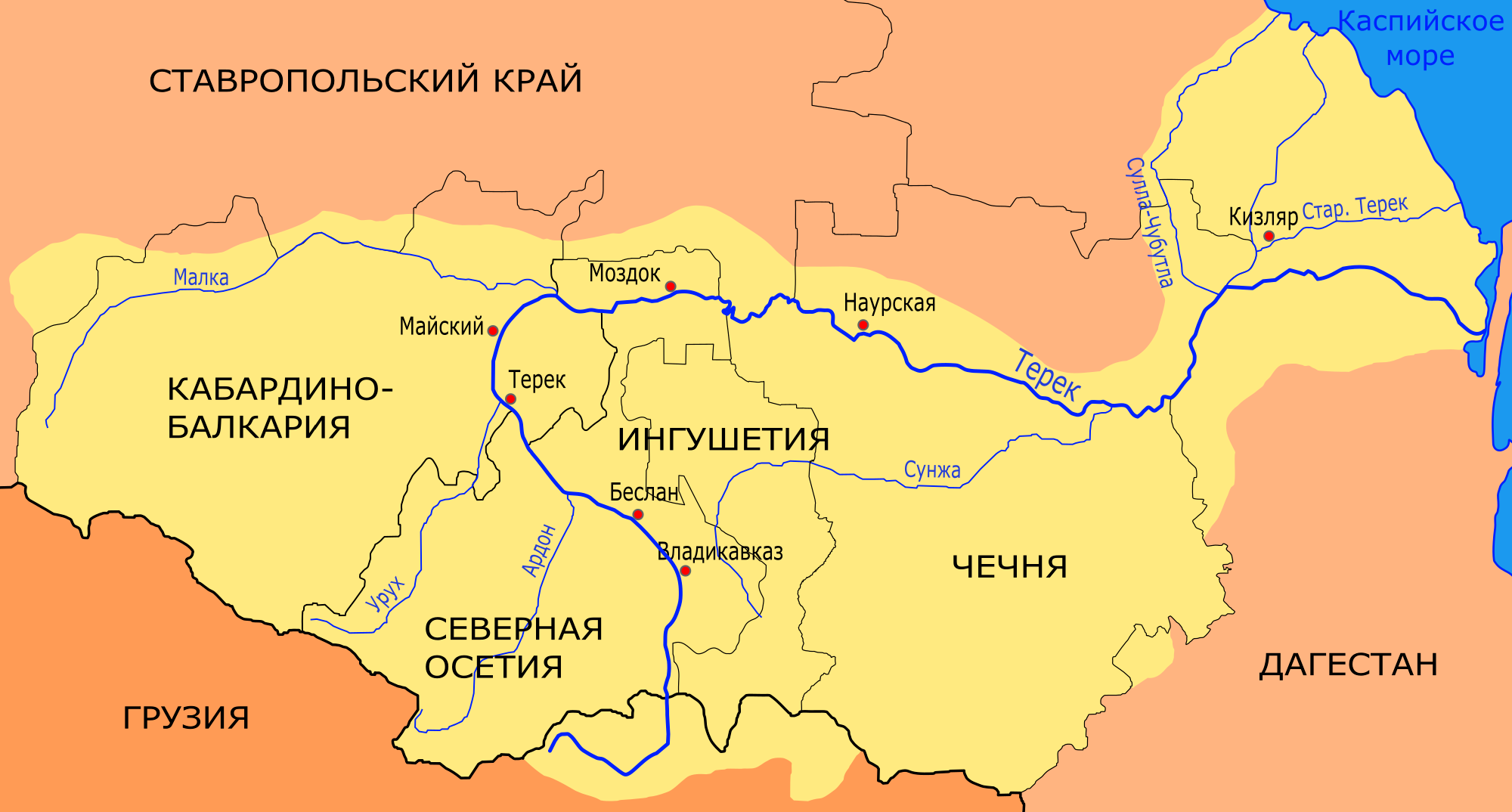
Mapa de la cuenca del Térek (en ruso).

El río Sunzha (en ruso: Су́нжа, en ingusetio: Шолжа-хий, romanizado: Sholzha-ji, en checheno: Соьлжа, romanizado: Solzha) es un río de Osetia del Norte-Alania, Ingusetia y Chechenia en Rusia, afluente por la derecha del río Térek.
Tiene una longitud de 278 km y una cuenca hidrográfica de 12.200 km². Nace en el Gran Cáucaso, unos 20 km al sudeste de Vladikavkaz, cerca de la frontera entre Osetia del Norte-Alania e Ingusetia. Su nivel de turbidez es de 3800 g/m³. 
Sus principales afluentes son el Asa, el Argún y el Valerik.
Las principales ciudades por las que pasa son: Nazrán, Karabulak, Grozni y Gudermés.
En las crónicas rusas aparece con el nombre de Sevents (Севенц).
Es usado para la irrigación. Durante la primera y segunda guerra chechena, se destruyeron depósitos de petróleo cerca de su curso que contaminaron las aguas.